# Provincia de Ömnögovi
La aymag de Ömnögovi (en mongol: Ѳмнѳговь аймаг, Gobi sur) es una de las 21 aymags (provincias) de Mongolia. Está situada en la parte sur del país, en el desierto de Gobi. Su superficie es de 165.377 km². La capital de la aymag es la ciudad de Dalanzadgad, que está situada a 540 kilómetros al sur de la capital, Ulán Bator.
La provincia es muy rica en yacimientos minerales, incluyendo oro y cobre.